# Соку (Горж)
Соку (рум. Socu) насеље је у Румунији у округу Горж у општини Барбатешти. Oпштина се налази на надморској висини од 176 m.

## Становништво
Према подацима из 2002. године у насељу је живело 388 становника, од којих су сви румунске националности.